# Metiletilchetone
Il metiletilchetone (o butanone o, come sigla, MEK) è un chetone, composto da un gruppo carbonile a cui risultano legati un gruppo etilico e un gruppo metilico, avente formula CH3COC2H5.
A temperatura ambiente si presenta come un liquido incolore dall'odore di solvente. È un composto molto infiammabile, irritante.

## Impieghi
Viene utilizzato come standard interno in gascromatografia, nella determinazione del benzene nelle benzine per autotrazione e viene aggiunto nell'alcool etilico come denaturante (in genere in soluzione con tiofene, denatonium benzoato, e colorante inorganico Reactive Red 24), in quanto la miscela etanolo-MEK non è separabile per distillazione.
Viene utilizzato come solvente durante la lavorazione del legno.
Inoltre viene impiegato come sostitutivo dell'acetone quando è necessario l'impiego di un solvente meno volatile, il metiletilchetone scioglie gommalacca, colofonia, resine cellulosiche, resine epossidiche, molte resine fenoliche e acriliche, polistirolo e simili.
È un componente delle vernici viniliche e alla nitrocellulosa.
Il metiletilchetone è adatto anche per la pulizia di strumenti, attrezzi e lavaggio di parti meccaniche da impurità e prodotti chimici.

## Tossicità
Il metiletilchetone è irritante per gli occhi. L'intossicazione da metiletilchetone può portare a conseguenze più o meno gravi, tra cui polineuropatia.

## Limiti negli ambienti di lavoro
CAS number: 78–93–3
NIOSH REL: 200 ppm (590 mg/m3) TWA, 300 ppm (885 mg/m3) STEL
Current OSHA PEL: 200 ppm (590 mg/m3) TWA
1989 OSHA PEL: 200 ppm (590 mg/m3) TWA, 300 ppm (885 mg/m3) STEL
1993-1994 ACGIH TLV: 200 ppm (590 mg/m3) TWA, 300 ppm (885 mg/m3) STEL
Description of Substance: Colorless liquid with a moderately sharp, fragrant, mint- or acetone-like odor.
LEL(@200EF): 1.4% (10% LEL(@200EF), 1,400 ppm)
Original (SCP) IDLH: 3,000 ppm